# علی الحمادی (بازیکن فوتبال، زاده ۱۹۸۸)
علی الحمادی (انگلیسی: Ali Al-Hammadi؛ زادهٔ ۲۷ ژانویهٔ ۱۹۸۸) بازیکن فوتبال اهل امارات متحده عربی است.